# Jindřichov (Šumperk)
Jindřichov (in tedesco Heinrichsthal) è un comune della Repubblica Ceca facente parte del distretto di Šumperk, nella regione di Olomouc.